# Sekai Nzenza-Shand
Sekai Nzenza Shand, née en 1959, est une femme de lettres, une personnalité politique, et une diplomate zimbabwéenne.

## Éléments biographiques
Elle est née en 1959 dans les régions rurales du Zimbabwe, où elle se forme comme infirmière, avant de faire des études complémentaires en soins infirmiers en Angleterre et par la suite aller vivre en Australie,. Elle travaille à Melbourne, puis à Los Angeles.
Son premier livre est en partie autobiographique, Zimbabwean Woman: My Own Story. Il est publié en 1988. Son livre publié en 1997, Songs to an African Sunset, décrit son retour dans sa famille, et dans son village au début des années 1990. Elle possède un doctorat en relations internationales de l'université de Melbourne,.
Sekai écrit une chronique hebdomadaire pour le journal The Herald de 2011 à 2018. Elle entre en politique en tant que députée de Chikomba East lors des élections de 2018 au Zimbabwe. Puis elle est nommée ministre du Service public, du Travail et de la Protection sociale du Zimbabwe le 7 septembre 2018. Elle est ensuite nommée ministre de l'industrie et du commerce le 8 novembre 2019  et le reste jusqu'au 12 septembre 2023.
En 2024, elle est nommée ambassadrice du Zimbabwe en France, en Espagne, au Portugal et près le Saint-Siège et représentante permanente à l'UNESCO et à l'Organisation mondiale du tourisme.

## Principales Publications
- Zimbabwean Woman: My Own Story, London: Karia Press, 1988.  (ISBN 978-0946918218).
- Songs to an African Sunset: A Zimbabwean Story, Lonely Planet Publications, 1997.  (ISBN 978-0864424723).